# Алкіліденова група
Алкіліденова група (рос. алкилиденовая группа, англ. alkylidene group) — дивалентна група, що утворюється з алкану вилученням двох атомів Н від одного й того ж самого атома C, обидві вільні валентності якого беруть участь в утворенні подвійного зв'язку.
Приклад: пропан-2-іліден (СН3)2С= .